# Phantom Blood
Phantom Blood (яп. ファントムブラッド Фантому Бураддо, Призрачная кровь) — первая часть франшизы манги JoJo’s Bizarre Adventure авторства Хирохико Араки. Главы публиковались в журнале Weekly Shonen Jump с декабря 1986 года. Всего были выпущены 44 главы. По мотивам манги в 2006 и 2007 годах были выпущены одноимённая игра для Playstation 2 и полнометражный мультфильм. Также в 2012 году по мотивам манги был выпущен аниме-сериал, который транслировался в Японии с 6 октября 2012 года по 6 апреля 2013 года. Согласно опросу, проведенному в 2007 году Агентством по делам культуры, является второй лучшей мангой всех времён.
Изначально манга была известна как  JoJo's Bizarre Adventure Part 1 Jonathan Joestar: His Youth (яп. ジョジョの奇妙な冒険 第一部 ジョナサン·ジョースター ―その青春― ДзёДзё но Кимё:на Боːкэн Даи Ити Бу Дзёнасан Дзё:сута: -Соно Сэйсюн-, Невероятные приключения ДжоДжо Часть 1 Джонатан Джостар: Его молодость)

## Сюжет
Действие происходит в Великобритании во второй половине XIX века. Дарио Брандо находит разбитую повозку богатого человека и выдаёт себя за спасителя. В знак благодарности Джордж Джостар позже принимает в семью сына вора — Дио Брандо, который с первой встречи невзлюбил Джонатана, сына Джорджа, и решает всеми способами испортить ему жизнь, для чего прибегает к самым подлым методам. Однако Джонатан не падает духом. Проходит 7 лет; отец смертельно заболевает, но выясняется, что на самом деле Дио, желающий получить наследство, подсыпал отчиму яд. Джонатан раскрывает преступление и нападает на Дио. Тот решает испытать на себе таинственную маску, которая превращает его в вампира. Поместье сожжено дотла, Джонатан отправляется в путешествие и встречается с Уиллом Цеппели, который обучает главного героя технике «Хамон» (яп. 波紋 хамон, букв. рябь, круги на воде), с помощью которой можно победить нежить, а также Робертом Спидвагоном, бывшим разбойником. Так Джонатан, находя новых союзников, начинает борьбу против Дио и его новых слуг-мертвецов. Дио сначала обращает Джека Потрошителя, а затем давно умерших рыцарей Таркуса и Бруфорда.
После победы над Дио ДжоДжо и Эрина Пендлтон отправляются в свадебное путешествие в Америку. Однако Ван Чан сохранил голову Дио и проник вместе с ней на корабль, где были ДжоДжо и Эрина. Дио сумел ранить ДжоДжо в горло, так что он не мог дышать. Собрав остатки сил, ДжоДжо останавливает двигатель корабля. Корабль взрывается, ДжоДжо и Дио идут ко дну, а Эрина спасается с корабля вместе с ребёнком, чью мать убили на корабле.

## Персонажи
Джонатан Джостар (яп. ジョナサン・ジョースター Дзёнасан Дзё:сута:) — главный герой первой части манги. Родом из благородной семьи Джостаров. Сначала жил в одном особняке с Дио Брандо, но после того, как тот стал вампиром, Джонатан стал сражаться против него, используя технику «Хамон». В конце концов он умирает, а его телом овладевает Дио. По версии информационного сайта IGN, в марте 2011 года Джонатан стал персонажем недели. По мнению критика сайта Kotaku.com, Джонатан получился очень скучным персонажем — чистым и культурным джентльменом, всегда делавшим правильные вещи по правильным причинам.
Сэйю: Кадзуюки Окицу
Дио Брандо (яп. ディオ・ブランドー Дио Бурандо:) — главный антагонист. В молодости попал в поместье Джостаров и стал приёмным сыном. Позже попытался отравить отца Джонатана, но его план провалился. При помощи маски он превратился в вампира и стал сражаться против Джонатана. В одном из эпизодов он теряет тело и забирает его у мёртвого Джонатана. Во время борьбы издаёт характерный крик: «МУДА МУДА МУДА МУДА МУДА МУДА МУДАААА!!!», что переводится как «жалкий» или «бесполезный».
Сэйю: Такэхито Коясу
Роберт Э. О. Спидвагон (яп. ロバート・E・O・スピードワゴン Роба:то Э О Супи:довагон) — верный союзник Джонатана. Появляется впервые в Лондоне как глава разбойной шайки из Огр-стрит, но, увидев силу Джонатана, быстро меняет своё мнение о нём и решает стать верным попутчиком. Однако не может использовать сверхъестественную силу и выступает наблюдателем во время сражений.
Сэйю: Ёдзи Уэда
Уилл Антонио Цеппели (яп. ウィル・A・ツェペリ Уиру А Цэппэри) — союзник Джонатана, который обучил его владеть хамоном. Его главная цель — уничтожить маску вампира, из-за которой погиб отец Цеппели. Впоследствии жертвует своей жизнью, чтобы спасти Джонатана.
Сэйю: Ёку Сиоя

## Манга

### Предпосылки
До создания манги Араки был вдохновлён фильмами «Рэмбо» и «Терминатор», которые в 80-е годы пользовались большой популярностью в Японии. Араки хотел создать историю, затрагивающую вопросы справедливости, жизни и бессмертия, вместе с поисками ответа на вопрос — кем является сильнейший человек в мире. Первые предпосылки к созданию манги появились ещё в 1980-е годы, когда Хирохико Араки покинул Педагогический университет Мияги и написал короткую главу Buso Poker (яп. 武装ポーカー Бусо По:ка:), где действие происходит на Диком Западе. Мангака признался, что всегда увлекался историями-вестернами, где герои путешествуют по пустыне. Работа была высоко оценена общественностью и получила премию Тэдзуки. В следующих произведениях Араки решил затронуть тему, связанную с физическим телом, поэтому автор стал изображать своих персонажей с более мускулистыми телами. Это изменение стиля прослеживается в Baoh (яп. バオー来訪者 Бао: Райхо:ся), по сюжету которой главный герой, заражённый таинственным паразитом, приобретает суперсилу и вступает в борьбу с организацией, которая пытается убить его. Однако данная история не пользовалась популярностью, и Араки закончил работать над ней, создав лишь два тома. Окончательно образ мускулистых персонажей закрепляется в следующей манге The Gorgeous Irene (яп. ゴージャス★アイリン Го:дзясу ★ Айрин).
Ещё до начала работы над мангой JoJo автор создал пилотную версию, которая своей рисовкой очень напоминала стиль Хисаси Эгути, художника, известного своими зарисовками женских персонажей. Рясуке Кабасима, редактор Араки, был крайне недоволен работой и потребовал от мангаки перерисовать мангу. Так появилась первая глава Phantom Blood.
Фирменные позы персонажей, которые в будущем станут визитной карточкой франшизы Jojo, были созданы Араки под вдохновением скульптуры в Италии, незадолго до начала работы над мангой. Молодой мангака посещал галерею Боргезе в Риме, и его особенно впечатлила статуя Аполлона и Дафны, которую мангака назвал невероятно «прекрасной и насыщенной» в противоположность «сухим и строгим статуям», встречающихся в Японии.

### Сюжет
Работая над сюжетом, мангака придерживался традиционной формулы развития истории сёнэн-манги — «ки-сё-тэн-кэцу», или введение-развитие-поворот-завязка. При создании следующих частей манги Араки, создавая главного героя, всегда придерживался правила восхода, согласно которому герой должен обязательно развиваться, начиная с отправной точки в начале истории, но не регрессировать в обратную сторону. Эту ошибку мангака допустил при создании первых глав манги Phantom Blood, где случилось «падение» главного героя Джонатана, которое выражалась во вторжении в его жизнь Дио Брандо, всячески портившего жизнь герою, унижая его, оставаясь лишь в выгодном положении, в результате Араки стал получать жалобы от знакомых, читающих Phantom Blood, что им неприятно наблюдать за героем — «вечным неудачником». Это заставило мангаку быстро переписать сюжет, где начинается непосредственно подъём и развитие героя. Несмотря на стремление следовать устоявшимся канонам, в частности «вечно-развивающегося героя», Араки решил убить Джонатана; мангака признался, что ему было крайне сложно пойти на такой поступок, так как это звучит немыслимо для сэйнэн-произведения, однако мангака объяснил это необходимостью, чтобы было возможным создать продолжения к манге.
Араки был заинтересован в рассказах, которые идут на протяжении многих поколений, таких как, например, «К востоку от рая» или франшиза произведения «Крёстный отец», где показано взаимодействие нескольких поколений. Араки впоследствии понял, что его произведение получилось типичным продуктом бренда Jump с концом-тупиком. Предварительно согласовав этот вопрос с издателями, Араки решает «убить» главного персонажа, чтобы передать эстафету его потомкам, но в то же время частично оставить Дио в живых, чтобы тот имел возможность вернуться в неопределённом будущем. Для этого Араки решил изначально создать трилогию с возвращением Дио в третьей части.
Араки считает, что посыл сюжета заключается в «возможности жить», и доказательством того, «насколько прекрасно человечество». В частности, человек, несмотря на свою слабость и короткую жизнь, способен развиваться и преодолевать разные трудности с помощью своей силы и духа. Такие же ценности будут сопровождать в следующие части франшизы JoJo’s Bizarre Adventure, где люди, преодолевая собственные слабости, способны самостоятельно сражаться и идти вперёд, «не полагаясь на машины и богов».. Идея того, что Джозеф передаёт эстафету своим потомкам, также была создана под впечатлением тогда недавней смерти дедушки Араки, после которой мангака долго размышлял над тем, как люди передают частичку себя следующим поколениям перед тем, как умереть.
Зная, что таинственная каменная маска будет одним из двигателей основного сюжета, Араки для поддержания большего интереса к ней решил начать мангу с короткого пролога — сцены жертвоприношения среди Ацтеков вместо того, чтобы сразу вводить в историю главного героя, как это делается в сэйнён-манге. Концепция силы Хамон была продумана Араки, желающего изобразить невидимую, но очень могущественную силу. Так мангака создал сцену, где персонаж целится в лягушку, но не ранит её, одновременно уничтожая скалу, на которой она сидела. Из этой сцены мангака и развил идею дальше в Хамон. Также мангака любил читать мангу со сценами карате, где используются сверхъестественные приёмы.

### Персонажи
Идея дать манге название JoJo пришла во время общения Араки с редактором в ночном клубе, расположенном в магазине Jonathan’s store, и тогда Араки с редактором решили связать название нового произведения и названием «Джонатан». Мангака при создании главного героя Джонатана Джостара утверждал, что для эффектного звучания намеренно подобрал фамилию, максимально созвучную с именем, наподобие имени Стивена Спилберга — «СС». Также автор сломал своеобразное табу, сделав главных героев гайкокудзинами, то есть не-японцами.
Создавая каждого отдельного персонажа, Араки придумывал ему вымышленную предысторию, чтобы позже избежать сюжетных ошибок. При этом мангака решил не раскрывать сразу же предысторию персонажей в сюжете, а использовать для развития сюжетной линии отдельного персонажа. Джонатан и Дио воплощали дуализм света и тьмы: Джонатан сочетал в себе исключительно положительные качества, а Дио представлял абсолютное зло. Араки использовал похожую концепцию «абсолютных контрастов» и в своих более ранних работах. Джонатан создавался как символ истории и важная деталь для вселенной Jojo, отсылки к которому будут звучать и в далёком будущем, когда главными героями станут его дальние потомки. Поскольку Араки изначально хотел посвятить мангу семейному древу Джостаров, Джонатан изначально задумывался как «первый из Джостаров», поэтому он должен был стать маскотом — символом чистоты и достоинства семьи в ущерб индивидуальности персонажа; поступки Джонатана ограниченны и предсказуемы, Араки задумывал его как пассивный и немного скучноватый тип, сюжет же должен был держаться на Дио и соратниках Джонатана.
В противоположность Джонатану Дио задумывался изначально как «крутой парень», но решивший встать на путь зла. Понимая, что будет сложно создать злого персонажа, которому читатели могли бы сочувствовать, Араки решил создать для Дио предысторию, что он родом из бедной семьи и буквально выживал в невыносимых условиях, созданных его жестоким и аморальным отцом, что заставило обозлиться Дио на весь мир и сподвигло к желанию обрести безграничную власть, даже если ради этого придётся прибегнуть к подлым поступкам. Араки также заметил, что персонаж, идущий на поступки вразрез с устоявшимися правилами и моралью, может вызвать у читателей чувство катарсиса, у которых тоже могли возникать «гадкие мысли», но они никогда не были воплощены, что позволяет легче проникаться к данному персонажу, чем «безупречно правильному» герою. Имя Дио было взято из итальянского названия Бога. Араки же считал, что Дио хорошо звучит с именем главного героя ДжоДжо.
Уилл Цеппели, главный соратник Джонатана, был создан из архетипа «глупый учитель», который часто встречается в фильмах о боевых искусствах с Джеки Чаном и фильмах Парень-каратист, в которых наставники, с первого взгляда кажущиеся несерьёзными и легкомысленными людьми, оказываются мудрыми учителями и сильными бойцами. Араки нарисовал Уиллу усы, вдохновляясь Сальвадором Дали, известным испанским художником, а также Иями, персонажем из манги Osomatsu-kun. Араки таким образом хотел проявить бунтарство: персонажи с усами в сёнэн-произведениях — это всегда старики и персоны, которым не стоит доверять. Таким образом, мангака шёл на риск, так как была вероятность того, что читатели могли не принять такого персонажа. Фамилия персонажа была создана под впечатлением рок-группы Led Zeppelin и использована для «баланса имён», поэтому большое количество персонажей серии имеет в своих именах букву «J»; фамилия Роберта Спидвагона была создана с такими же целями.

### Выпуск
Phantom Blood, первая часть франшизы, со слов автора, считается одновременно и самой слабой. Мангака признался, что первые главы манги выпускались во времена таких гигантов, как «Жемчуг дракона», «Кулак Полярной звезды», Captain Tsubasa, Kinnikuman, Knights of the Zodiac и многие люди говорили Араки, что его работа выглядит на их фоне как «белая ворона». Однако автор продолжал верить, что, учась на своих ошибках, рано или поздно он сумеет найти свою «царскую дорогу». Так, например, создавая каждую новую часть франшизы, Араки стремился делать её непохожей на все предыдущие части.
Манга начала выпускаться в журнале Weekly Shonen Jump в 1987 году. Первый том манги был выпущен издательством Shueisha 10 августа 1987 года. Всего первая часть манги Phantom Blood (яп. ファントムブラッド Фантому Бураддо) охватывает лишь 5 танкобонов, которые выпускались в 1987 и 1988 годах. В 2012 году первые главы манги были выпущены в цветном и цифровом виде для чтения на смартфонах и планшетах.
Сама манга была переиздана и выпускалась с 1 декабря 2013 года по 4 января 2014 года в виде томов в твёрдых обложках. Изображения для обложек рисовал Хирохико Араки в соответствии со своим новым художественным стилем. Новые издания манги также были лицензированы компанией Viz Media для выпуска на территории США.
| Название                         | Название     | Том | Дата выхода                               |
| Английское                       | Японское     | Том | Дата выхода                               |
| -------------------------------- | ------------ | --- | ----------------------------------------- |
| Dio the Invader                  | 侵略者ディオ | 1   | 10 августа 1987 г. ISBN 978-4-08-851126-9 |
| The Thirst for Blood             | 血の渇き     | 2   | 8 января 1988 г. ISBN 978-4-08-851127-6   |
| The Dark Knights                 | 暗黒の騎士達 | 3   | 8 апреля 1988 г. ISBN 978-4-08-851128-3   |
| Chamber of the Two-Headed Dragon | 双首竜の間   | 4   | 10 июня 1988 г. ISBN 978-4-08-851129-0    |
| The Final Ripple                 | 最後の波紋   | 5   | 10 августа 1988 г. ISBN 978-4-08-851130-6 |

## Аниме
5 июля 2012 года на пресс-конференции, посвящённой 25-летию манги, Араки официально объявил, что премьера аниме-сериала состоится в октябре 2012 года. Изображения главных героев Джонатана Джостара и Дио Брандо из будущего сериала были опубликованы в августовском номере журнала Ultra Jump; также сообщалось, что начало аниме-сериала будет основано на первой части манги — Phantom Blood. Появилась информация о том, что над созданием сериала работает студия David Production, в качестве режиссёра выступает Кэнъити Судзуки, а главных героев — Джонатана и Дио — будут озвучивать Кадзуюки Окицу и Такэхито Коясу. Серии начали транслироваться по телеканалу Tokyo Metropolitan Television с 5 октября 2012 года. Последняя серия вышла 6 апреля 2013 года. Сюжет Phantom Blood охватывает первые 9 серий.
С 30 января по 27 сентября 2013 года сериал выпускался на DVD и Blu-Ray изданиях, где была возможность включить английские субтитры. Первый DVD выпуск аниме попал список бестселлеров в Японии по состоянию на 28 января по 3 февраля 2013 года, заняв четвёртое место с проданными 4,510 копиями. Blu-ray-версия издания также заняла четвёртое место по продажам в тот же период с 14,860 проданными экземплярами. Второе издание, в DVD и Blue Ray форматах заняло 6 место в списке бестселлеров по состоянию на 18-24 февраля с проданными 2,764 и 12,501 проданными копиями. Третье издание в DVD формате заняло 6 место с 2,994 экземплярами, а Blue Ray версия — второе место с 13,536 по состоянию на 25-31 марта.

### Музыка
Открывающаяся тема JoJo Sono Chi no Sadame (яп. ジョジョ～その血の運命（さだめ）～ ДжоДжо Соно Чи но Садамэ) была выпущена 21 ноября 2012 года и показывается в первой части аниме-сериала, снятой по мотивам манги Phantom Blood. Музыку сочинил Кохэй Танака, а исполняют — Ко Отани в сопровождении духовного оркестра. В интервью журнала Billboard певец утверждал, что во время исполнения песни сопоставил себя с главным героем Джонатаном Джостаром, который сражался с Дио Брандо. По версии Oricon, сингл во время выпуска занял 14 место в еженедельных топ-чартах. Или 52 место в списке хит-парад синглов Японии по версии Billboard, а позже поднялся на 19 место.ref>Billboard Japan Hot 100│Charts│Billboard JAPAN. Billboard-japan.com. Дата обращения: 23 февраля 2013. Архивировано 3 июля 2020 года.</ref>. Сингл в течение 12 недель держал высокие позиции в топ-чартах Японии.
Первый альбом к аниме-сериалу под названием Phantom Blood (Destiny) (яп. ジョジョの奇妙な冒険 Vol.1), был выпущен лейблом Warner Bros 30 января 2013 года вместе с ограниченным изданием Blu-Ray-диска с аниме-сериалом. Ограниченное издание включает в себя 24 трека. Второй альбом Phantom Blood (Future) (яп. ジョジョの奇妙な冒険) был выпущен тем же лейблом 22 февраля 2013 года вместе со стандартным Blu-Ray-диском, данный альбом включает в себя 25 треков. Автором саундтреков является Хаято Мацуо. В обоих альбомах использованы саундтреки из первой части первого сезона аниме-сериала 2013 года, снятого по мотивам первой части манги Phantom Blood

## Критика
| Зрительский рейтинг   | Зрительский рейтинг   | Зрительский рейтинг   |
| (на 11 мая 2018 года) | (на 11 мая 2018 года) | (на 11 мая 2018 года) |
| --------------------- | --------------------- | --------------------- |
| Сайт                  | Оценка                | Голосов               |
| Anime News Network    | · ссылка              | 710                   |
| AniDB                 | · ссылка              | 2077                  |

Сюжет Phantom Blood получил разную оценку, она варьируется от критической, до позитивной. Сам Араки, во время выпуска первой части признавался, что его работа не может тягаться с такими гигантами сёнэн, как Dragon Ball, Fist of the North Star, Captain Tsubasa, Kinnikuman и Saint Seiya. Читатели Weekly Shōnen Jump также отнеслись критично к первым главам манги, отметив, что она создаёт образ главного героя-неудачника, вечно проигрывающего стычки с Дио. Одновременно манга признана сайтом Anime News Network одной из лучших и самых запоминающихся произведений 2015 года и получила от сайта премию в категории «WTF Did I Just Read?!» (рус. Какого чёрта я сейчас прочиталǃ?).
Джозеф Ластер из Otaku USA назвал Phantom Blood «угощением» для старых и новых фанатов Jojo, однако первая часть выглядит вяло на фоне третьей части Stardust Crusaders. Зиа Грейс и Клейр Нэйпир из ComicsAlliance не оценили сюжет манги, назвав его «бессмысленным барахлом», не достойного аниме-экранизации 2015 года и посоветовали ограничится прочтением текста с общим сюжетом и начать изучать вселенную Jojo с Battle Tendency. Критики в частности не оценили сцены с насилием над животными и то, что женщинам уделяется несущественная или негативная роль в сюжете. Ребекка Сильверман из Anime News Network похвалила мангу за реализм и появления в ней злодея Дио; в начале он предстаёт, как прекрасно воспитанный юноша даже на фоне Джонатана, но эта воспитанность одновременно сосчитается с крайней жестокостью и садизмом персонажа. Критик оценила, как мангака сочетал мифологию Ацтеков и вампиризм, однако отметила, что некоторые читатели сочтут сюжет слишком жестоким, например за сцены насилия над животными. Ребекке понравилось, как история по мере развития становится всё более «яркой и странной», но одновременно раскритиковала сюжет за то, что диалоги в них изобилуют восклицательными знаками и часто заменяют действия. Критик сайта The Casual Otaku при обзоре Phantom Blood отметил чрезмерную сжатость сюжета, из-за которой история звучит немного смешно. Сам сюжет он назвал фундаментом для длинной франшизы JoJo, который закладывает основу для остальных частей серий манги В другом обзоре отмечается яркая противоположность главных героев — непорочный и чистый джентльмен Джонатан против злодея Дио, которого можно сравнить с дьяволом. По мнению критика сайта Out of the box, сюжет Phantom Blood получился не только самым коротким, но и самым слабым из всей франшизы JoJo, однако является важной опорой для остальных частей, без которой франшиза становится неполноценной. К числу достоинств он отнёс драматичность сюжета, а также подробное описание его деталей, а к недостаткам — слабое развитие сюжета и внешнее сходство главного героя Джонатана с Кэнсиро из Fist of the North Star.
Ряд критиков раскритиковали художественный стиль Араки за анатомию персонажей и их позы. Сильверман отметила, как в глаза бросаются кричащие позы персонажей и сильные диспропорции в анатомии персонажей, отметив, что их маленькие головы очень странно смотрятся на фоне огромных и мускулистых тел. Из-за стиля рисовки, мангу по мнению Сильверман сложно читать. Критики Comics Alliance считают художественный стиль персонажей плагиатом манги Fist of the North Star. Такато из Manga-News отметил, что на фоне хорошей проработанности сюжета и персонажей, художественный стиль наоборот халтурен и небрежно нарисован. Ластер из Otaku USA хоть и признал, что рисовка персонажей выглядит гораздо хуже, чем более поздние работы Араки, но отметил, что это не убивает в манге и его персонажах некий шарм; рисовка по мнению критика наполненная яркостью и стилизацией. Кори Кержак из The Fandom Post наоборот оценил стиль манги, хотя признав, что он выглядит «приветом из 80-х», однако отметив, что читая мангу, можно получить такое же чувство, будто смотришь хороший боевик из 80-х.
После перезапуска манги в рамках выпуска томов JoJonium, первый том в течение первой недели после выпуска занял 47 место в списке бестселлеров в Японии с 19 374 проданными копиями по данным компании Oricon. Первые тома манги, выпущенные в США, по версии The New York Times, стали бестселлерами в течение первых трёх недель, первое место досталось первому тому, второму и третьему томам досталось второе место после манга адаптации The Legend of Zelda: A Link to the Past и 71 тома манги «Наруто».